# Горизонт Імбонга
Горизонт Імбонга — археологічний культурний комплекс, що існував на території сучасної Демократичної Республіки Конго в період близько 800—200 до н. е.
Це найраніше відома неолітична культура цього регіону. Її поява характеризується різким зростанням населення (нілотської субраси) на території, де раніше мешкали нечисленні пігмеї. Типовими для імбонг є круглі судини з круглим плечем. У судин було рівне і плоске дно-основа; вони прикрашені геометричними візерунками-насічками.
Культура відома археологам з 1977, коли Тюбінгенський університет розпочав проєкт дослідження праісторії даного регіону. Проєкт завершився в 1987.